# Paragonia cruraria
Paragonia cruraria är en fjärilsart som beskrevs av Herrich-Schäffer 1854. Paragonia cruraria ingår i släktet Paragonia och familjen mätare. Inga underarter finns listade i Catalogue of Life.